# 208
208是207與209之間的自然數。

## 在數學中
- 合數，正因數有1、2、4、8、13、16、26、52、104和208。
質因數分解為{\displaystyle 2^{4}\times 13}。
- 第48個過剩數，真因數和為226，盈度為18。前一個為204、下一個為210。
  - 第49個半完全數，和為本身的其中一組因數為1、 4、 8、 13、 26、 52、 104。前一個為204、下一個為210。
- 十进制的奢侈數。
- 首五個素数的平方之和：{\displaystyle {{{{{{2}^{2}}+{{3}^{2}}}+{{5}^{2}}}+{{7}^{2}}}+{{11}^{2}}}=208}。[1]

## 在人类文化中
- 標緻208，法國標緻汽車在2012年推出的車款
- 九龍巴士208線，為目前碩果僅存的一條九龍市區豪華巴士路線
- 臺灣新北市金山區的郵遞區號是208。